# Baibokai (rejon poniewieski)
Baibokai − wieś na Litwie, w okręgu poniewieskim, w rejonie poniewieskim, w gminie Krakinów. W 2011 roku była wyludniona.